# Schermen

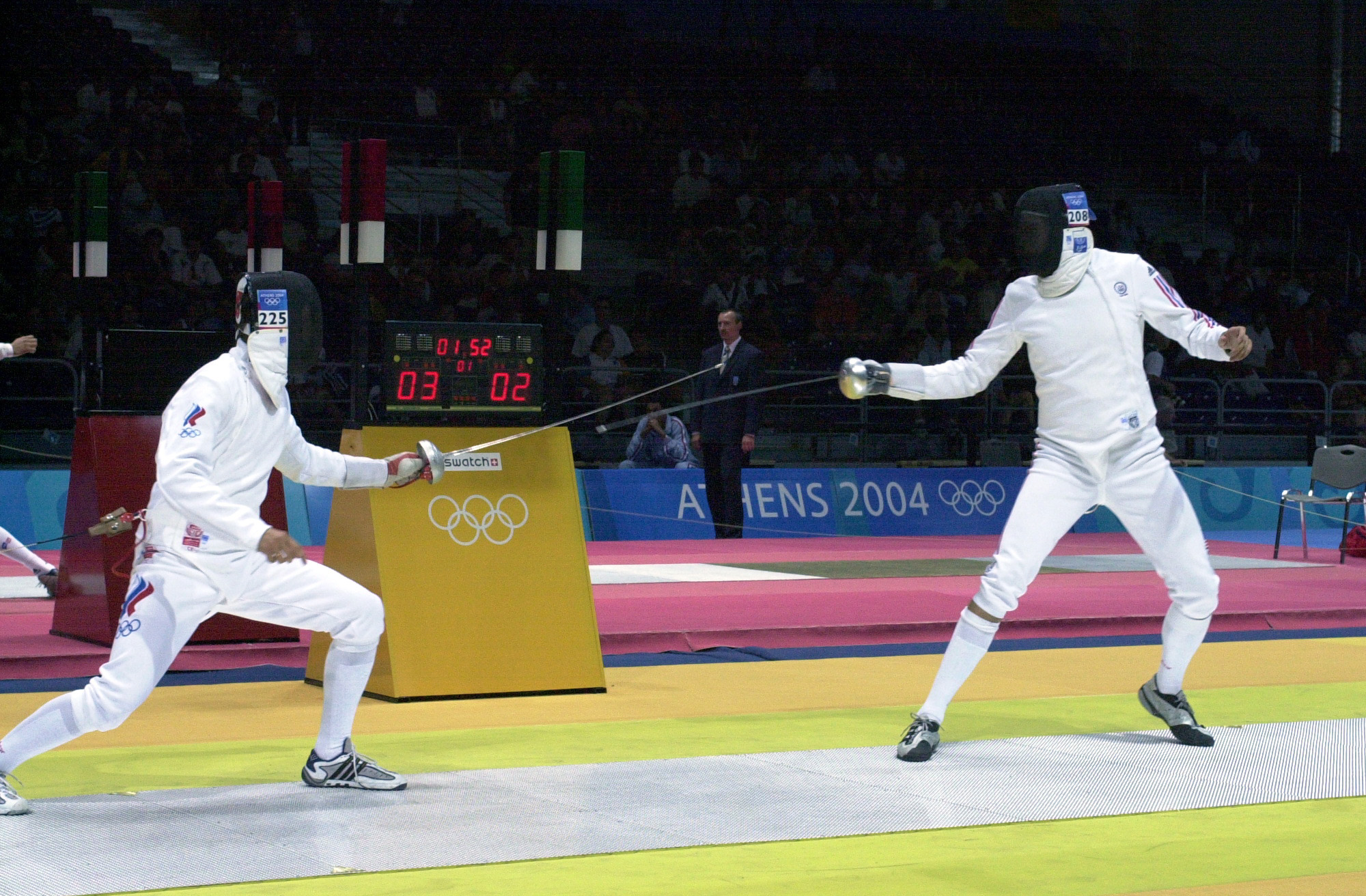
Schermen als olympische sport

Schermen is een vechtsport die men over het algemeen beoefent met een van volgende wapens: een floret, een degen of een sabel maar er zijn ook minder bekende varianten. De term verwijst doorgaans naar de op het Europese continent ontwikkelde gevechtstechnieken, zowel met de moderne wedstrijdwapens als met het zwaard. Naast de Olympische sport onderscheidt men ook nog het spektakelschermen, het toneelschermen, de historische Europese krijgskunsten of historisch schermen, de mensuur en lichtzwaardschermen.
De oudste nog steeds officiële actieve schermclub ter wereld is het Koninklijke en Ridderlijke Hoofdgilde van Sint-Michiel, gevestigd in de Lakenhallen van Gent.

## Geschiedenis

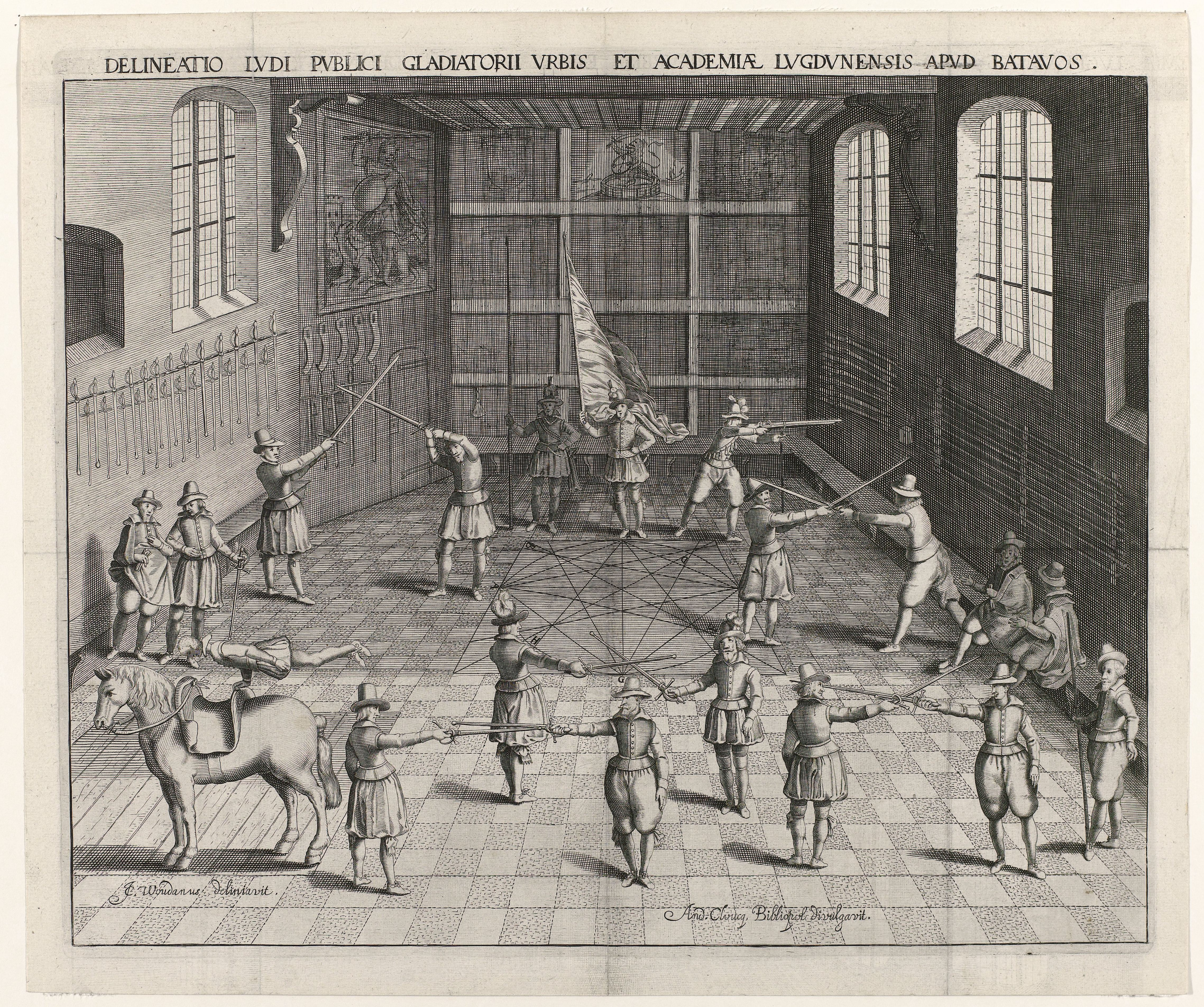
Schermschool aan de Universiteit Leiden in 1610

Het schermen in de oorspronkelijke vorm gaat terug tot de strijd met alle houw- en slagwapens zoals dolken, messen, hellebaarden en lansen, sabels en degens. Naast de strijd op leven en dood werd ook het schermen al zeer vroeg bedreven, niet alleen als sport, maar ook om zich te bekwamen voor een duel. De Egyptenaren vochten reeds met pareerstukken terwijl hand-, masker- en elleboogbescherming gedragen werd. Ook de Grieken kenden schermscholen en in Rome beleefde het demonstratieschermen van de jeugd onder keizer Augustus een bloeitijd. De schermwapens werden voor de oorlogen pas verdrongen door de vuurwapens in de 16e eeuw. Het schermen speelde op de riddertoernooien van de middeleeuwen een beduidende rol. Ook de burgers werden steeds meer door het schermen aangetrokken. Bijzondere opleidingsplaatsen voor de schermkunst, die reeds in 1450 werd gereglementeerd, waren van oudsher de universiteiten. Ook in de oudheid was het schermen reeds geen privilege voor mannen meer, en sedert de 15e eeuw kende men beroemde Italiaanse, Franse en Duitse schermkampioenes. Ten slotte kreeg de galante schermmethode van de Fransen en de Italianen steeds meer invloed. Italië gold in de 16e eeuw als dé schermacademie van de wereld. Daar kwam ook het floretschermen in zwang. In de 18e eeuw werd het schermen een statussymbool, dat vaak niet meer inhield dan zich met een sierdegen te omgorden.

### Modern schermen
Competitie in het schermen is zo oud als de schermkunst zelf. Toch was het pas bij de eerste moderne Olympische Spelen in 1896 dat het schermen - met floret en sabel - als moderne sport ontstond. Schermen met de degen is sinds 1900 een olympische sport. Schermen is een van de vijf sporten die sinds de eerste editie altijd op het programma van de Olympische Spelen hebben gestaan.
De eerste jaren van het schermen als sport waren chaotisch, met aanzienlijke onenigheid over de regels tussen de schermscholen uit verschillende landen, vooral de Franse en Italiaanse scholen. Deze toestand eindigde in 1913 met de oprichting van de Fédération Internationale d'Escrime (FIE) op een congres in Parijs. Vertegenwoordigers uit Duitsland, België, Bohemen, Frankrijk, Groot-Brittannië, Nederland, Hongarije, Italië en Noorwegen kwamen daar bijeen. Eerste voorzitter van de FIE werd de Belg Albert Feyerick. De missie van de FIE is het codificeren en reguleren van de schermsport, in het bijzonder voor de internationale competitie.

## Verschillende wapens
Sportschermen wordt beoefend met drie soorten wapens:

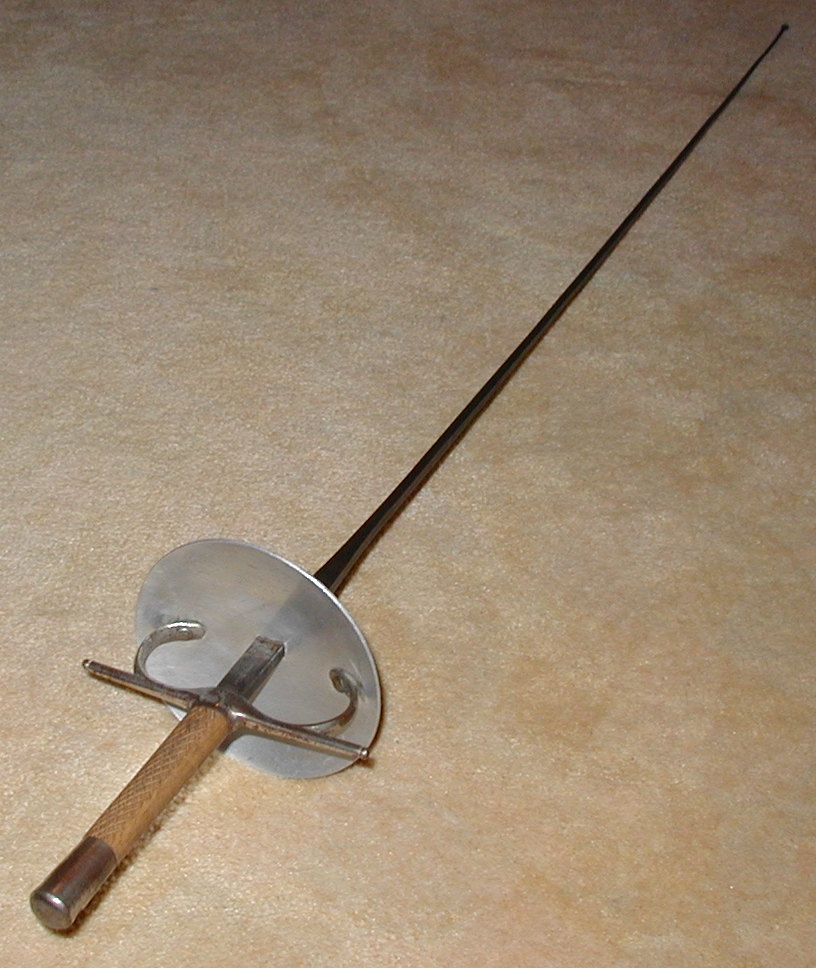
Floret

#### Floret

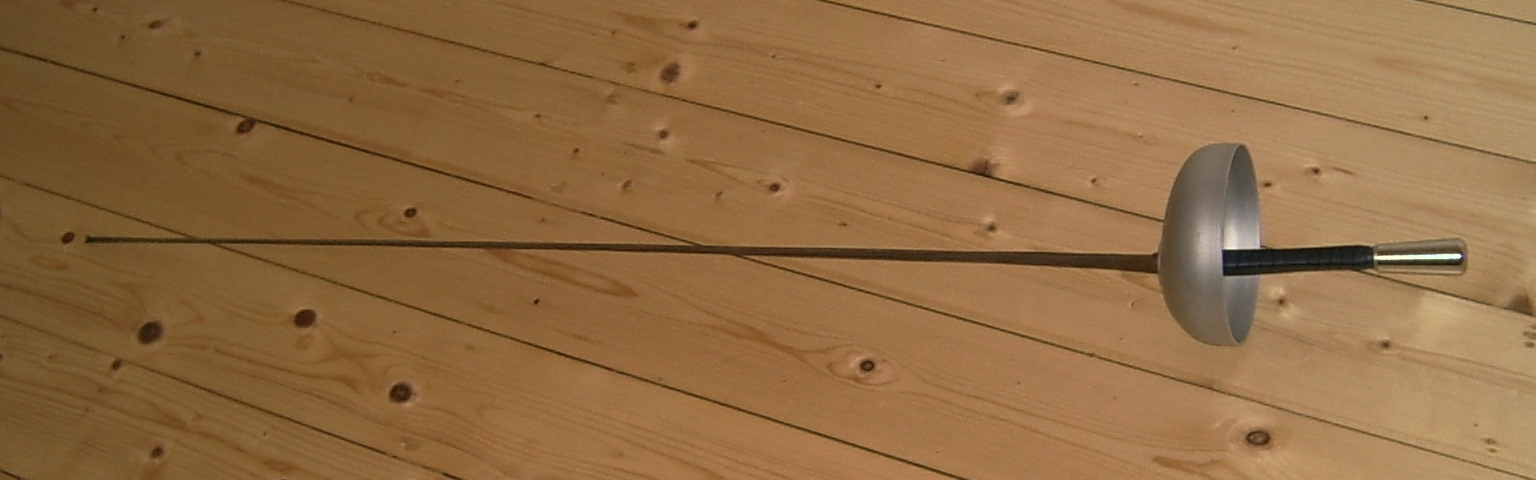
Degen

De floret is een licht steekwapen met een flexibele, rechthoekige kling, dat oorspronkelijk als trainingswapen dienst deed. Omdat er tijdens het oefenen met sabel of degen te veel doden en gewonden vielen, werd de floret uitgevonden. Nu is schermen met de floret een olympische sport voor zowel dames als heren. Het maximale gewicht van het wapen is 500 gram en de maximale lengte is 110 cm. De floret bestaat uit een handgreep, een kom met een doorsnee van 9,5 tot 12 cm, een vierzijdige kling van 0,90 m en een elektropunt. Geldige treffers kunnen enkel toegebracht worden met de punt. Het geldige trefvlak bestaat enkel uit de romp (voor en achter, dus het schermvest, zonder armen en met de keellap). In het moderne sportschermen, waarbij gebruikgemaakt wordt van elektrische trefferaanduiding, moet men de tegenstander treffen met de punt van het wapen met een kracht van minstens 4,9 newton (500 gram). Schermen met floret combineert de terughoudendheid van het schermen met de degen en de vaart van het schermen met de sabel.

#### Degen

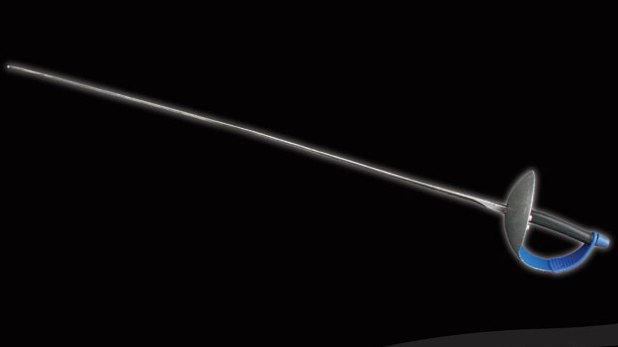
Sabel

De moderne degen leunt het dichtst tegen het klassieke duelwapen aan. Schermen met de degen is voor zowel dames als heren een olympische sport. De degen is een lang, recht steekwapen, met een kling die driehoekig is in doorsnede. De degen is weinig buigzaam. De kom is met een doorsnee van 13,5 cm relatief groot. Het wapen mag maximaal 770 gram wegen en heeft een maximale lengte van 110 cm. De driezijdige kling is 90 cm lang en heeft aan het eind een elektropunt. Geldige treffers kunnen enkel toegebracht worden met de punt. Het geldige trefvlak beslaat het hele lichaam. De wapendruk is 750 gram, 250 gram hoger dan bij de floret. Schermen met degen kenmerkt zich door de afwezigheid van het recht van aanval. Aanval en verdediging hebben een even belangrijke rol. Voor snelheid is eveneens een belangrijke rol weggelegd, doordat een verdedigende schermer ook voor een tegenaanval kan kiezen. Door de afwezigheid van recht van aanval is de afstand tussen de schermers op degen vaak groter dan bij de andere twee wapens.

#### Sabel
De sabel is een slag- en steekwapen. Schermen met de sabel is voor zowel dames als heren een olympische sport. Het wapen mag maximaal 500 gram wegen en heeft een maximale lengte van 105 cm. De kom is relatief groot en gesloten. De kling van 88 cm is bij de kom driezijdig en naar de punt toe vierzijdig. Treffers kunnen toegebracht worden met de punt, de snijkant, tegensnijkant en de platte kanten van het wapen. Het geldig trefvlak bestaat uit de romp (boven de middel), het hoofd en de armen. Vroegere ruiters raakten de tegenstanders altijd op de romp, omdat dat het effectiefst was. Schermen met de sabel kenmerkt zich door een vlot wedstrijdverloop en veel aanvallen op de tegenstander. Alles boven de (denkbeeldige) gordel is raakvlak, exclusief de beide handen.

#### Lichtzwaard
Een lichtzwaard is een wapen waarmee in het onderdeel 'lichtzwaardschermen' mee kan worden geschermd. Het lichtzwaard mag tussen de 100 en 110 centimeter lang zijn. Op het hele lichaam kan worden geraakt, maar er zijn verschillen in hoeveel punten dit oplevert. De torso, schouders en het hoofd zijn allemaal 5 punten waard, armen en benen 3 en handen, het wapen, de voeten en enkels 1 punt. De Franse schermbond erkent lichtzwaarschermen sinds 2019 als officiële sport, en even later krijgt de sport ook in Nederland voet aan de grond met behulp van verschillende initiatieven.

## Conventies
Als we bij schermen spreken over conventies hebben we het over "voorrang" of "het recht van aanval". Het voorrangsprincipe bij floret en sabel houdt in dat de eerste persoon die een goed uitgevoerde aanval inzet, voorrang heeft. Eenvoudig uitgedrukt: als men wordt aangevallen, moet men zich eerst verdedigen vooraleer een tegenaanval in te zetten. Een aanval kan mislukken door pech, een slechte inschatting of door een actie van de tegenstander. Een goed uitgevoerde parade (de aanval met het eigen wapen afweren) zorgt ervoor dat de voorrang overgaat naar de verdediger, die nu de gelegenheid heeft aan te vallen (riposte), en aldus de tegenaanvaller wordt. De oorspronkelijke aanvaller, nu verdediger, moet nu zelf de riposte van de tegenaanvaller afweren vooraleer zelf weer aan te vallen. Als de eerste parade niet effectief is (slechte parade), als de riposte mist, of als de verdediger aarzelt vooraleer te riposteren, kan de aanvaller verder aanvallen (remise of herneming).
Ook kan bij een aanval, althans met de sabel, een voorhouw (of arrêt) worden gemaakt, waarbij veelal op de manchet van de tegenstander (het geldige (bovenste) deel van zijn handschoen) wordt gemikt. Deze moet echter wel voor de finale van de tegenstander hem raken (de finale is het einde van de aanval, waarbij de tegenstander daadwerkelijk probeert te raken), anders is de treffer niet geldig, en is het punt nog steeds voor de tegenstander.
Bij het moderne schermen wordt meestal elektrische trefferaanduiding gebruikt. In dat geval zullen beide schermers een treffer aanduiden wanneer ze elkaar raken binnen een bepaalde tijd. Op floret en sabel is het dan aan de scheidsrechter om te beslissen wie voorrang had in de actie, en dus het punt krijgt. Als de scheidsrechter die beslissing niet kan maken, wordt geen punt toegekend, en wordt het gevecht hervat van de plaats waar de schermers zich bevonden toen het gevecht werd stilgelegd.
Dubbele treffers zijn alleen mogelijk op degen, maar daartoe moeten de schermers elkaar treffen binnen een zeer korte tijdsspanne. In dat geval krijgen beide schermers een punt.

## Beschermende kledij
Moderne schermkledij is gemaakt van stevig katoen, nylon, kevlar of dyneema. De volgende items worden verplicht gedragen ter bescherming van de schermer:
- Een schermvest.
- Een ondervest. Dit wordt gedragen onder het schermvest. Het ondervest heeft tot doel ongelukken te vermijden mocht de naad van het schermvest aan wapenzijde loskomen.
- Eén handschoen aan de gewapende hand, om te vermijden dat een wapen in de mouw kan schieten (de manchet van de handschoen gaat over de mouw), en ter bescherming van de hand evenals voor een betere grip op het wapen.
- Een schermbroek, tot net onder de knie.
- Een paar schermkousen, tot net boven de knie.
- Een masker, gemaakt van metalen gaas en met slab ter bescherming van de hals. Maskers met een plexiglazen vizier zijn niet meer toegestaan voor sabel, floret en degen.
- Dames moeten borstbescherming dragen.
- Heren mogen een kruisbeschermer dragen.

Traditioneel is de kleur van de uitrusting wit, om het makkelijker te maken voor de scheidsrechters om de treffers te zien. Dat kan wellicht worden teruggevoerd naar de tijd voor elektrische trefferaanduiding, toen soms roet of gekleurd krijt werd aangebracht aan de klingen om treffers op de kledij van de tegenstander aan te duiden. Recent zijn de FIE-regels wat versoepeld, waardoor ook kleuren worden toegelaten. Zwart is de traditionele kleur voor schermmeesters, en dus niet toegestaan voor schermers.

## Praktijk
Bij het begin en het einde van elke wedstrijd groeten de schermers elkaar, de scheidsrechter en het publiek.
Wedstrijden worden geschermd op een loper (ook wel piste genoemd), waarop de twee schermers tegenover elkaar staan. In het moderne schermen is de loper tussen 1,5 en 2 meter breed en 14 meter lang. De schermers vatten het gevecht aan tegen de stellingslijnen, vier meter van elkaar, in de schermhouding, beter bekend als de positie en garde.
Een scheidsrechter (vroeger de Voorzitter van de jury genoemd) leidt het gevecht en staat langs de zijlijn van de piste. De taken van de scheidsrechter zijn onder meer het bijhouden van de score en de tijd, het toekennen van punten en sancties en het bewaren van de orde op en rond de piste. De scheidsrechter wordt optioneel geassisteerd door twee baanrechters, een puntenteller en tijdwaarnemer.
Het gevecht wordt door de scheidsrechter onderbroken indien er een treffer wordt gezet, een niet-reglementaire beweging wordt uitgevoerd, wanneer de lichamen van de schermers elkaar raken of een voet van een der schermers de grenzen van het terrein overschrijdt.

### Wedstrijdvormen
Er bestaan twee vormen van competitie:
Een equipe of ploeg bestaat uit drie schermers en eventueel één reserve. Een ploegenconfrontatie wordt afgewerkt volgens het Italiaanse systeem. Dit betekent dat de drie schermers van ploeg A het opnemen tegen elk van de drie schermers van ploeg B, en dit in een relais-formule in blokken van vijf treffers. De volgorde van de gevechten wordt vooraf bepaald door de schermers zelf. Elke relais duurt maximum drie minuten. De ploeg die als eerste 45 punten scoort, of leidt bij het verstrijken van de tijd, wint het gevecht.
Bij individuele wedstrijden - de meest voorkomende vorm van competitie - bestaan er verschillende formules.
- Het gevecht op vijf treffers in een tijdsspanne van maximum drie minuten effectieve schermtijd
- Het gevecht op vijftien treffers in een tijdsspanne van maximum drie keer drie minuten effectieve schermtijd, telkens onderbroken door één minuut rusttijd (degen en floret)
- Het gevecht op vijftien  treffers met een onderbreking van één minuut bij het bereiken van de achtste treffer (sabel)
- Het gevecht op één treffer (degen bij moderne vijfkamp)

### Positie van het wapen
Twee zaken bepalen de positie van het wapen:
1. de plaatsing van de kling ten opzichte van de hand (het uiteinde van de kling hoger/lager dan de hand) en
2. de houding van de hand (met de vingers omhoog (supinatie), of met de vingers omlaag (pronatie)).

Het schermen kent zo een achttal basisposities: prime, seconde, tierce, quarte, quinte, sixte, septime en octave. Zo wordt bij quinte het uiteinde van het lemmet hoger dan de hand gehouden, met de vingers omlaag (pronatie); bij octave wordt het uiteinde van het lemmet lager dan de hand gehouden, met de vingers omhoog (supinatie). Gecombineerd vormen deze basisposities de belangrijkste parades. Vier lijnen, twee hoge en twee lage, verdelen het bovenlijf van de schermer in een achttal segmenten. De basisposities corresponderen met een achttal plekken op het bovenlichaam van de tegenstander. De eerdergenoemde quinte en octave zijn gericht op respectievelijk het gebied linksboven en het gebied rechtsbeneden op het bovenlichaam. Controle over het wapen wordt uitgeoefend met de vingers, dit om tegemoet te komen aan de subtiliteit.